# Château de Voltaire
 (juillet 2020).
Le château de Voltaire est une demeure du XVIIIe siècle située sur le territoire de la commune française de Ferney-Voltaire, dans le pays de Gex (Ain), à la frontière franco-genevoise, en région Auvergne-Rhône-Alpes.
Le domaine fut pendant vingt ans la résidence de François-Marie Arouet, dit Voltaire, qui l'acheta en 1758 et entreprit des travaux de transformation. Classé au titre des monuments historiques depuis 1958, le château a été acquis par l’État français en 1999 ;  sa gestion a été confiée au Centre des monuments nationaux, qui le rend accessible au public tout au long de l’année.

## Historique

### La seigneurie avant Voltaire
Les premières mentions de la seigneurie remontent au XIVe siècle. À cette époque, le domaine est décrit comme une maison forte  plutôt qu'un véritable château. C’est au XVe siècle qu’une suzeraineté seigneuriale est fixée par le duc de Savoie, puis plusieurs familles genevoises font l’acquisition du domaine dont la famille Chevallier en 1594 ou bien encore les Budé en 1674. C'est Guillaume Budé en 1674, qui fit construire un château sur l'emplacement d'une ancienne maison forte du XIVe siècle.

### Achat et modifications sous Voltaire
Riche de ses placements financiers, Voltaire s'installe en mars 1755 dans les environs du Léman et achète une propriété qu'il appelle Les Délices. Inquiété par la République de Genève pour sa participation à l'Encyclopédie, notamment avec l'article Genève écrit par Jean d'Alembert, il cherche à s'en écarter tout en restant loin de Paris et de la cour où il est persona non grata. Ferney semble un bon compromis pour le philosophe puisqu'il y demeure assez proche de ses médecins et imprimeurs genevois tout en restant caché du pouvoir français. En 1758, il rachète le domaine, au nom de sa nièce pour des raisons fiscales. Le philosophe entreprend de grandes modifications puisqu’il rase la bâtisse déjà existante et construit le premier corps du bâtiment, avec l’aide de l’architecte genevois Jean-Michel Billon, pour s’y installer dès 1761. Cinq années plus tard, en 1766, il fait rajouter par l’architecte Léonard Racle les deux ailes latérales. Les dernières tours et l’enceinte sont alors détruites, donnant au château son aspect général extérieur actuel.
Au rez-de-chaussée se situent les pièces de vie. Au sud : l’antichambre, le salon, la chambre de Voltaire et une impressionnante bibliothèque comptant près de 7 000 ouvrages. Au nord, passé le salon d’axe, on retrouve : le cabinet des tableaux, les appartements de Madame Denis, nièce et compagne de Voltaire.
Le sous-sol, rez-de-jardin, accueille les cuisines et réserves. Le premier étage est destiné aux chambres des invités qui venaient en nombre, le second propose des chambres pour les domestiques et au troisième, se trouvent les combles.

### Les modifications par les propriétaires successifs
À la suite du décès de Voltaire, Mme Denis, connue aussi sous le nom de Marie-Louise Mignot, vend le domaine au marquis de Villette. Il transforme le lieu en véritable mémorial du philosophe, notamment en faisant installer un cénotaphe dans le salon d’axe. Le mobilier est inventorié puis dispersé lors de la vente ; la bibliothèque, rachetée dans son intégralité par Catherine II, est transférée à Saint-Pétersbourg où elle est aujourd’hui conservée à la Bibliothèque Nationale de Russie.
Au XIXe siècle, avec la famille Lambert, la salle à manger et la bibliothèque sont réunies pour ne former qu’un grand salon. Une cheminée est posée et une véranda attenante offre un panorama sur les Alpes avec en son centre le Mont-Blanc. De même la chambre de Voltaire et celle de son valet sont réunies pour former l’actuel cabinet des tableaux et on transpose, par symétrie, la première de l’autre côté du salon d’axe. Une partie des cuisines du sous-sol est transformée en laboratoire par un descendant Lambert, chimiste.

### Achat et restauration par l’État
Racheté par l’État en 1998 avec son mobilier et ses collections à la maison de vente aux enchères Christie's à Londres, le château rejoint les 400 monuments historiques du patrimoine du ministère de la Culture.
En 1999, le domaine est utilisé quelques années par l’association l’Auberge de l’Europe comme lieu de résidence artistique.
Le centre des monuments nationaux, Établissement public à caractère administratif, du ministère de la Culture, reprend la gestion en 2007 et entreprend une série de travaux. L’Orangerie, restaurée en 2012, permet d’accueillir des événements culturels ou privés ; la chapelle est mise hors-d’eau en 2013.
De 2015 à 2018, le Centre des monuments nationaux lance un appel aux dons pour la restauration de la demeure. Une campagne exceptionnelle de restauration a lieu, le château est entièrement mis à nu. Les parquets, les huisseries, la toiture sont déposés et un parapluie recouvre le bâtiment pour le protéger des intempéries. On parle de « chantier du siècle ». De nombreux corps de métiers : tailleurs de pierres, ferronniers, tisseurs, peintres… travaillent pour redonner vie au château. Grâce à une maquette très précise, réalisée par un domestique de Voltaire, achetée par Catherine II et conservée à Saint-Pétersbourg, corrélée à un échantillonner des tissus, on redonne les couleurs aux murs extérieurs, aux boiseries intérieures, aux cuivres de la toiture ainsi qu’aux tapisseries de soies entièrement refaites à la main en France.
Le matin du 31 mai 2018, après trois années de fermeture, le président de la République, Emmanuel Macron accompagné de Françoise Nyssen, ministre de la Culture et de Philippe Bellaval président du Centre des monuments nationaux, inaugure le château de Voltaire restauré, que les Ferneysiens peuvent alors se réapproprier en avant-première dès l’après-midi.

## Voltaire en son domaine

### La vie au quotidien
Le philosophe vit en autosuffisance grâce à la diversité de son domaine ceint de champs, de vergers et de potagers que cultivent les paysans et préparent les domestiques. Ces derniers logent au 2e étage, plutôt luxueusement pour l’époque, puisqu’ils disposent d’une chambre pour deux avec cheminée et fenêtre ; le père Adam, curé du village avec qui Voltaire aime échanger et jouer aux échecs, y dispose également d’un appartement particulier. Les enfants des domestiques accèdent à l’éducation ; Jean-Louis Wagnière, valet de Voltaire, devient même en 1792 le quatrième maire de la ville.

### Les ateliers dans le village
Quand Voltaire achète le domaine en 1759, Ferney ne compte que 150 habitants. Il fait assainir les marécages et y développe de nombreux ateliers d’artisanats : tuilerie, horlogerie, soierie… il profite de sa notoriété pour exporter ses productions locales dans toute l’Europe. À sa mort en 1778, Ferney comptera 1 500 habitants.
Jean-Antoine Lépine avait la gestion d'un atelier dans le village de Ferney-Voltaire,.

### Les pèlerinages autour de la figure de Voltaire
Ferney du temps de Voltaire se situe d’ores et déjà sur la route du grand tour que les grandes figures aristocratiques et bourgeoises se doivent de faire et il est de bon aloi de s’y arrêter. À sa mort, on instrumentalise ce domaine qui devient une pérégrination obligatoire pour qui se réclame de « bel esprit ». De nombreux auteurs y viennent en pèlerinage : Dumas, Flaubert, Chateaubriand et aujourd’hui encore de nombreux auteurs, comédiens ou hommes de loi viennent s’inspirer des lieux du maître.

## Le domaine aujourd’hui

### Château
La rénovation de 2015 à 2018 permet aux visiteurs de redécouvrir l'intérieur du château. Au rez-de-chaussée, sur les pas des invités de Voltaire, le public découvre, dans une enfilade de pièces, le vestibule, l'antichambre, la grande salle, le cabinet des tableaux, le salon d'axe, la chambre-mémorial, le salon de Mme Denis ainsi que sa chambre.

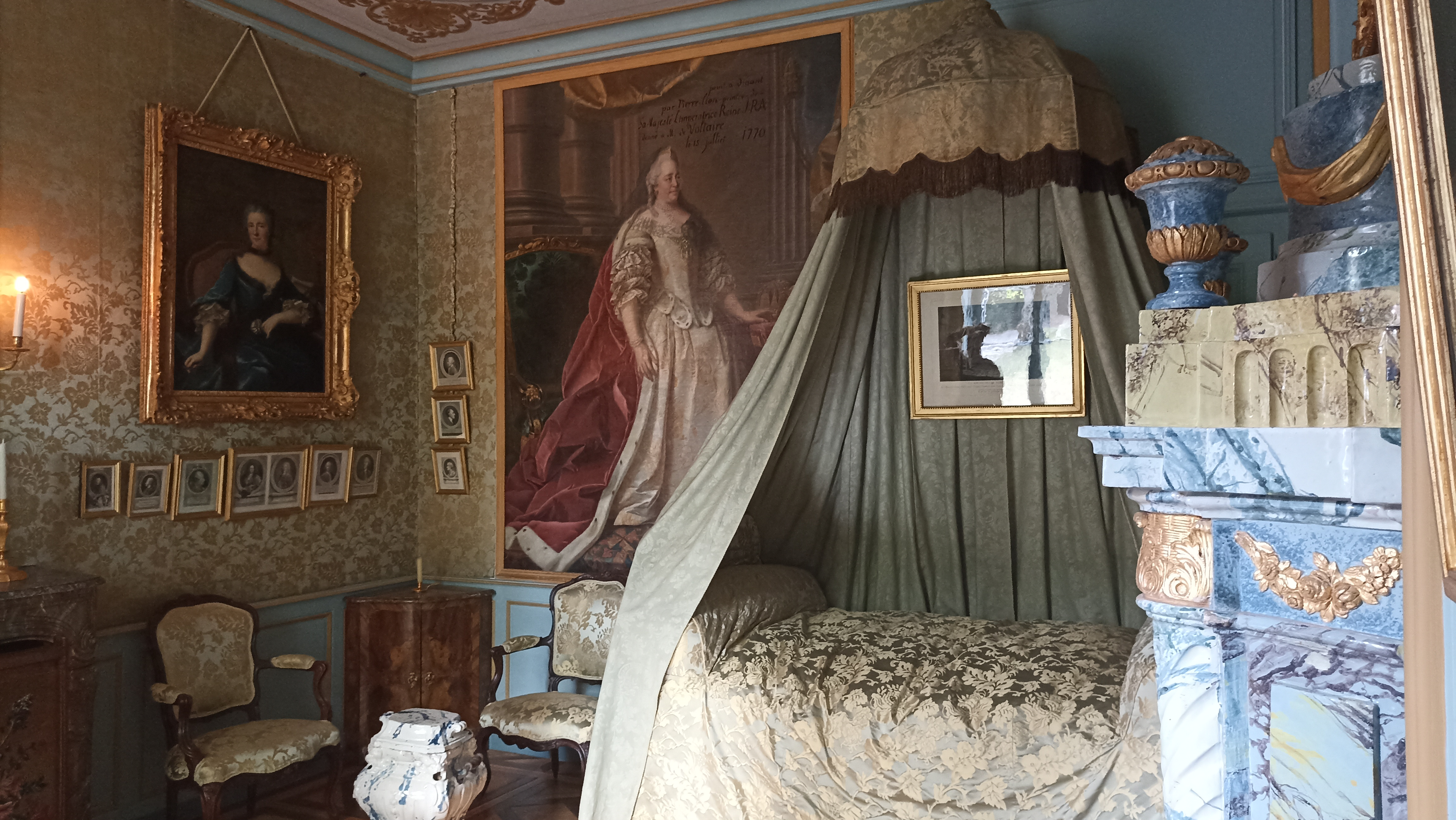
La chambre mémorial de Voltaire.

La visite historique des pièces de réception et appartements de Voltaire et sa nièce se termine par une projection (10 minutes, sous-titrée en français, anglais, allemand et en langue des signes française) dans l'ancienne chambre des servantes, basée sur une libre interprétation des textes du philosophe.
La visite se poursuit au rez-de-jardin qui abritait les communs (cuisine, garde-manger, lavoir, fruiterie, caveau) et côté sud, les appartements de Jean-Louis Wagnière, secrétaire de Voltaire. Cet espace présente désormais des expositions temporaires.
À la mort de Voltaire en 1778, sa nièce et compagne, madame Denis, héritière du château en l’absence de descendance du philosophe, décide de s’en dessaisir. Le mobilier est dispersé. Le château devient propriété privée durant plusieurs siècles, donnant la possibilité aux nouveaux propriétaires d'aménager le domaine selon les goûts et modes de leur époque. Le premier étage du château a notamment accueilli les appartements privés dont il ne subsiste que la distribution des pièces.
Depuis janvier 2020, une partie du 1er étage du château est ouvert à la visite. Des expositions complémentaires à la visite historique sont visibles, sur des thématiques en lien avec Voltaire et le siècle des Lumières.

### Chapelle
L’essentiel de la chapelle présente aujourd’hui est celle reconstruite par Voltaire en 1761. Celui-ci fut en effet contraint par les autorités ecclésiales, de la rebâtir en lieu et place de l’église paroissiale qu’il venait de faire abattre pour dégager une belle allée en perspective de son château. Voltaire appose sur le fronton une plaque Deo erexit Voltaire = Érigée à Dieu par Voltaire, où son nom est écrit plus gros que celui de Dieu. C’est pour lui : « […] l’unique église de l’univers qui soit dédiée à Dieu seul. Toutes les autres sont dédiées à des saints. Pour moi j’aime mieux bâtir une église au maître plutôt qu’aux valets. ». Il fait construire son tombeau, en forme de pyramide, sur le côté de l’édifice : « Les malins diront que je ne suis ni dedans ni dehors. ». Son corps n’y reposera jamais : mort lors d’un ultime voyage parisien, il sera enterré à l’abbaye de Sellières en Champagne, puis inhumé quelques années plus tard au Panthéon. La façade à double tours disparaît durant la Révolution française ; le clocher central date, lui, de 1806.

### Orangerie, serre et palmarium
L’orangerie actuelle est composée de deux salles dont une en sous-sol. Le bâtiment de la salle principale vient de la terrasse haute du domaine. Elle est aujourd’hui utilisée pour les expositions d’art, les concerts, les conférences, les représentations théâtrales et des événements privés.
Elle a été rénovée en 2012-2013, en même temps que la toiture et les menuiseries de la chapelle.
La serre est plus récente et est toujours utilisée pour sa fonction initiale par les Jardins de Voltaire, association d’insertion de travailleurs en situation de handicap, qui cultive le potager en permaculture.
Le palmarium a disparu, on ne retrouve plus que les traces de ferronnerie et l'enclos au sol derrière le bâtiment d'accueil-librairie-boutique.

### Pavillon du gardien
En 1882, la famille Lambert obtient l’autorisation de déplacer le tracé de la route de Moëns ce qui permet enfin de réaliser le souhait de Voltaire et de modifier l’accès au château. Le pavillon du gardien est construit en 1885 près de la nouvelle entrée par l’architecte genevois, Jacques-Elysée Goss, à la demande d'Emile Lambert, propriétaire du château de 1879 à 1897.
Il a été entièrement restauré entre 2007 et 2008 pour préserver l’esprit du parc issu du XIXe siècle.

## Parc
Le parc d'une superficie de sept hectares permet à Voltaire d'aménager plusieurs espaces. Il sera composé notamment d'une charmille à l'arrière du château mais aussi d'un verger, et agrémenté de plusieurs bassins.
Le potager, que Voltaire a connu en son temps, a été recréé par l'association Les Jardins de Voltaire.

## Armoiries
Visibles en de nombreux endroits du domaine, les armoiries de Voltaire et de sa nièce Mme Denis blasonnent respectivement ainsi : d’azur à trois flammes d’or et d’azur au chevron d’or accompagné en chef de deux grappes de raisin d’argent et en pointe d’une main dextre appaumée d’or. Le patriarche s’auto-octroie en sommet la couronne du marquisat par un jeu de mots : il vit sur la marche (région frontalière), il est par conséquent marquis.

## Activités écologiques, économiques et socio-culturelles
Un programme de manifestations culturelles est proposé tout au long de l’année par le centre des monuments nationaux en partenariat avec la ville de Ferney-Voltaire (conférences, concerts, théâtre...) et de nombreux acteurs du territoire franco-helvétique tels : Le Contrebande-Dessinée, le festival de Jazz, le festival de la Bâtie, « apéro philo » mensuels…
En 2018, le domaine a été labellisé refuge par la Ligue pour la protection des oiseaux. Par cette démarche éco-citoyenne en faveur de la biodiversité, l’engagement est pris de la conserver et de la restaurer.
Le domaine poursuit son action de refuge de biodiversité grâce à la présence des apiculteurs de l'arrondissement de Gex et la pâture par des moutons de race.

## Expositions
Depuis 2018 et la réouverture du château, des expositions ont lieu chaque année et complètent la visite ; ils permettent aux visiteurs de découvrir de nouveaux espaces, comme le rez-de-jardin ou encore une partie du premier étage.
- Voltaire chez lui[25] : du 30 mai au 24 novembre 2019
- Parcs des Lumières, Voltaire en ses terres[26] : du 13 juillet 2020 au 3 janvier 2021
- La Henriade[27] : du 21 décembre 2019 au 31 octobre 2020
- Histoire dessinée, le XVIIIe siècle dans la bande dessinée : du 29 mai au 12 septembre 2021[28]
- Exposition 25 ans Dreamworks animation[29] du 19 mai au 31 août 2021[30]
- Écrire l'histoire : Voltaire et les rois[31],[32] : du 16 septembre 2021 au 20 mars 2022[33],[34]
- Léonard Racle, l'ingénieux[35] : du 18 novembre 2021 au 30 avril 2022[36]
- L'humanité au-delà de la couleur : du 2 mars au 30 avril 2022[37]
- Florian, fabuliste[38] : du 14 juillet 2022 au 7 janvier 2023
- Les sciences dans la bande dessinée[39] : du 21 mai au 16 octobre 2022
- Les Chambres des Merveilles[40] : du 11 février au 3 septembre 2023
- FarmCube chez Voltaire[41] : du 02 juin au 17 septembre 2023
- Voyage en Italie, sur les chemins buissonniers d’une collection de peintures et de dessins[42] : du 3 février au 31 décembre 2023
- Livrer Voltaire : imprimer, diffuser, survivre[43] : du 07 octobre 2023 au 07 janvier 2024
- Mézières, étoile du 9e art[44],[45] : du 10 février au 23 juin 2024
- Sports olympiques et paralympiques de Paris[46] : 20 février au 10 avril 2024
- Prix Voltaire de la Photographie[47] : du 01 mars au 30 avril 2024
- Salon de Printemps MAPG[48],[49] : du 14 au 28 avril 2024
- Une Clameur[50],[51],[52],[53] : du 29 juin au 22 septembre 2024
- La Nuit, le Ciel[54] : du 19 au 25 septembre 2024
- Amies de cour, amies de cœur[55] : du 05 octobre 2024 au 09 mars 2025
- Fantaisies pour un palais[56] : du 19 octobre 2024 au 11 mai 2025

## Nouvelles formes de médiation
Avec la fermeture des institutions culturelles en 2020, le château de Voltaire s'est emparé des nouvelles formes de médiation, donnant la possibilité au public de visiter le château autrement. Suivant le #Culturecheznous lancé par le ministère de la Culture, beaucoup de propositions ont émergé, telles que :
- des Facebook Live présentant les collections ;
- des séries vidéos[58] sur Voltaire et son château de Ferney-Voltaire :
  - « 3 minutes, 1 œuvre »[59] : dix-neuf présentations des œuvres situées dans les appartements de Voltaire.
    - la Montre de Fernaix
    - le Triomphe de Voltaire : tableau peint par Alexandre Duplessis en 1775
    - Virginie, d'après le roman de Bernardin de Saint-Pierre, Paul et Virginie : sculpture par Émilie Lambert en 1889
    - le portrait de Catherine II de Russie : tableau par Phillipe de Lasalle
    - le Cénotaphe
    - le portrait de Frédéric le Grand : tableau peint par Anna Dorothea Therbusch en 1775
    - le portrait d'Émilie du Châtelet : tableau peint d'après Marie-Anne Loir
    - le Clavecin du salon de Madame Denis
    - le cycle de Vénus d'après l'Albane : tableau peint d'après Francesco Albani par Marie-Élisabeth Dompierre de Fontaine (nièce de Voltaire)
    - le Lit de Madame Denis
    - le Poêle-double du salon d'axe
    - la Chambre de Voltaire au XIXe siècle
    - le tableau Voltaire accueillant des paysans présenté dans l'antichambre
    - la Voltairiade
    - le tombeau de Voltaire à Ferney
    - le tableau Voltaire et ses amis présenté dans l'antichambre
    - la Panthéonisation de Voltaire
    - le Lit de Voltaire dans sa chambre mémorial
    - la gravure de L'église de Ferney
    - le Voltaire de Houdon : sculpture

  - le parc selon les différentes saisons[60]
  - la visite virtuelle[61] : le visiteur découvre le château restauré où Voltaire passa les vingt dernières années de sa vie, en se déplaçant virtuellement de pièce en pièce.

## Labels
Le château, dans sa démarche d’ouverture et de rayonnement, concourt à de nombreux labels. Il est membre du réseau des Maisons des illustres depuis 2011, refuge LPO (Ligue pour la Protection des Oiseaux) depuis 2017 et référencé dans de nombreux guides touristiques.
Des dossiers pour les labels Qualité Tourisme et Tourisme Handicap sont en cours d’instruction.

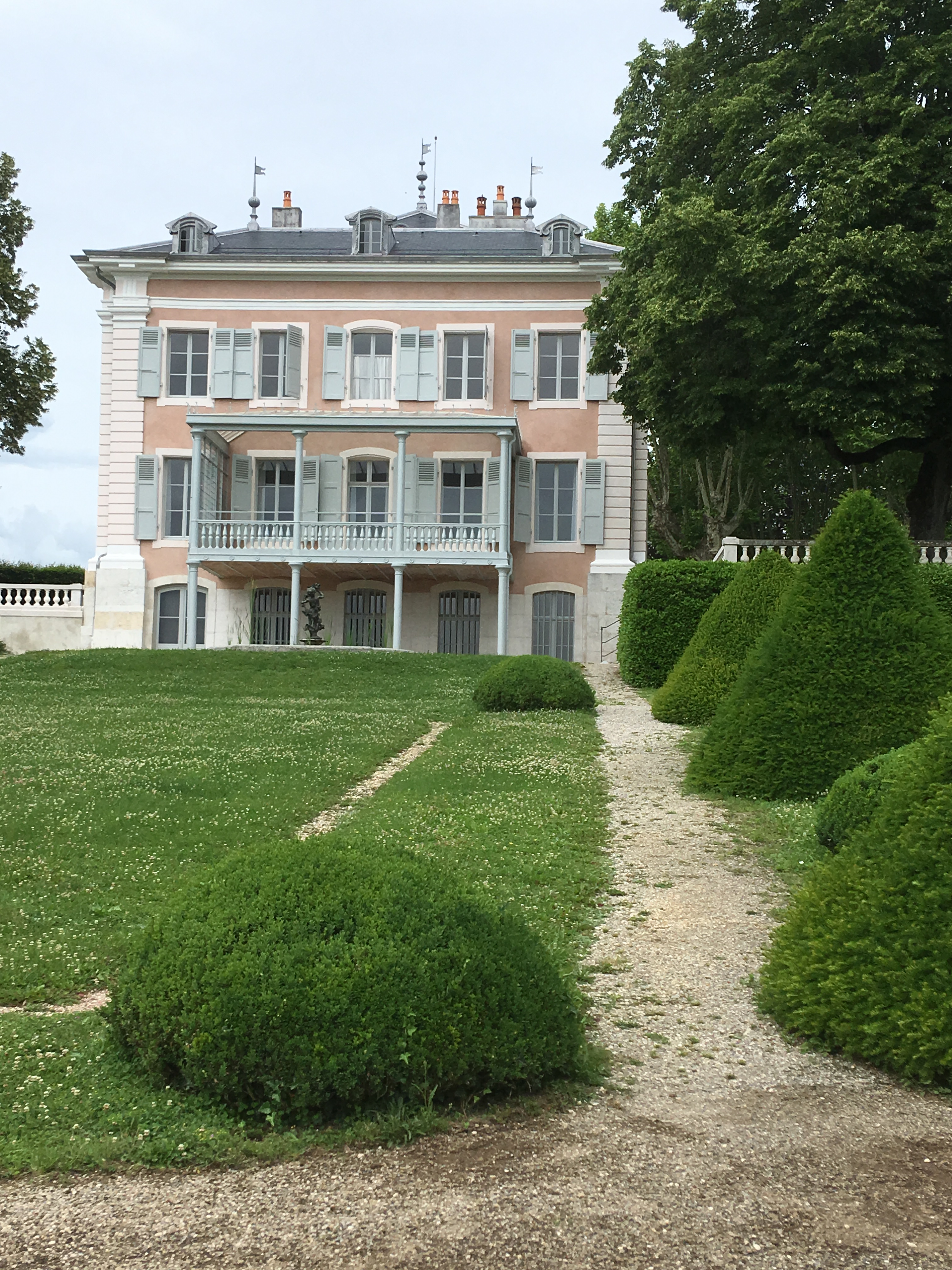
Vue sur la véranda.
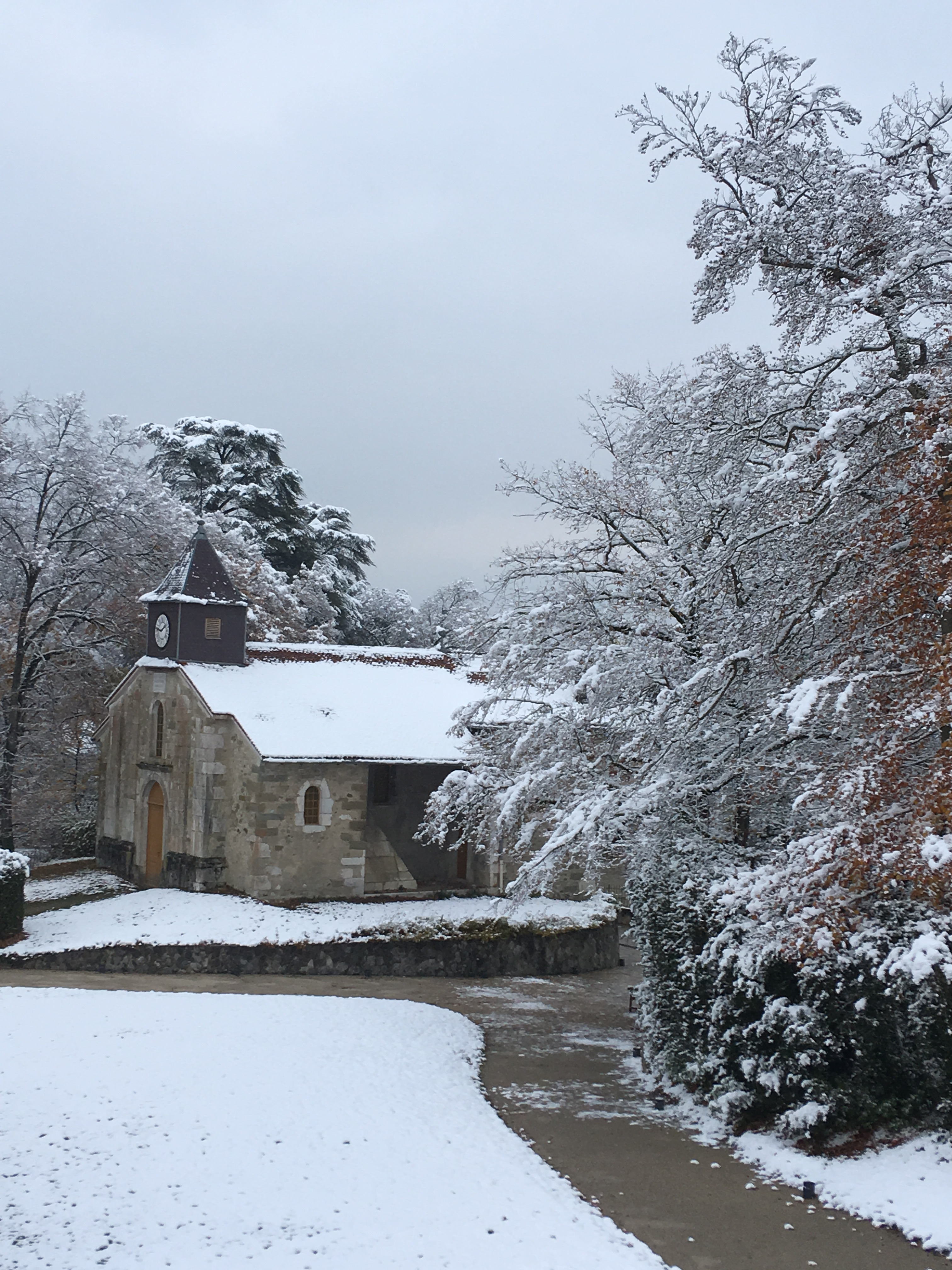
La chapelle du château de Voltaire.
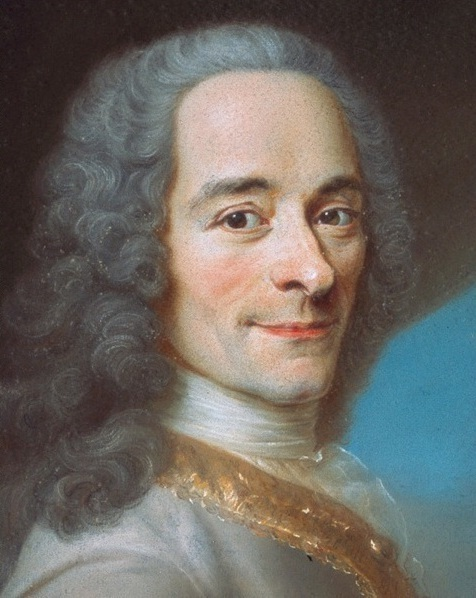
Portrait officiel de Voltaire par Quentin de La Tour (situé au château à Ferney-Voltaire).
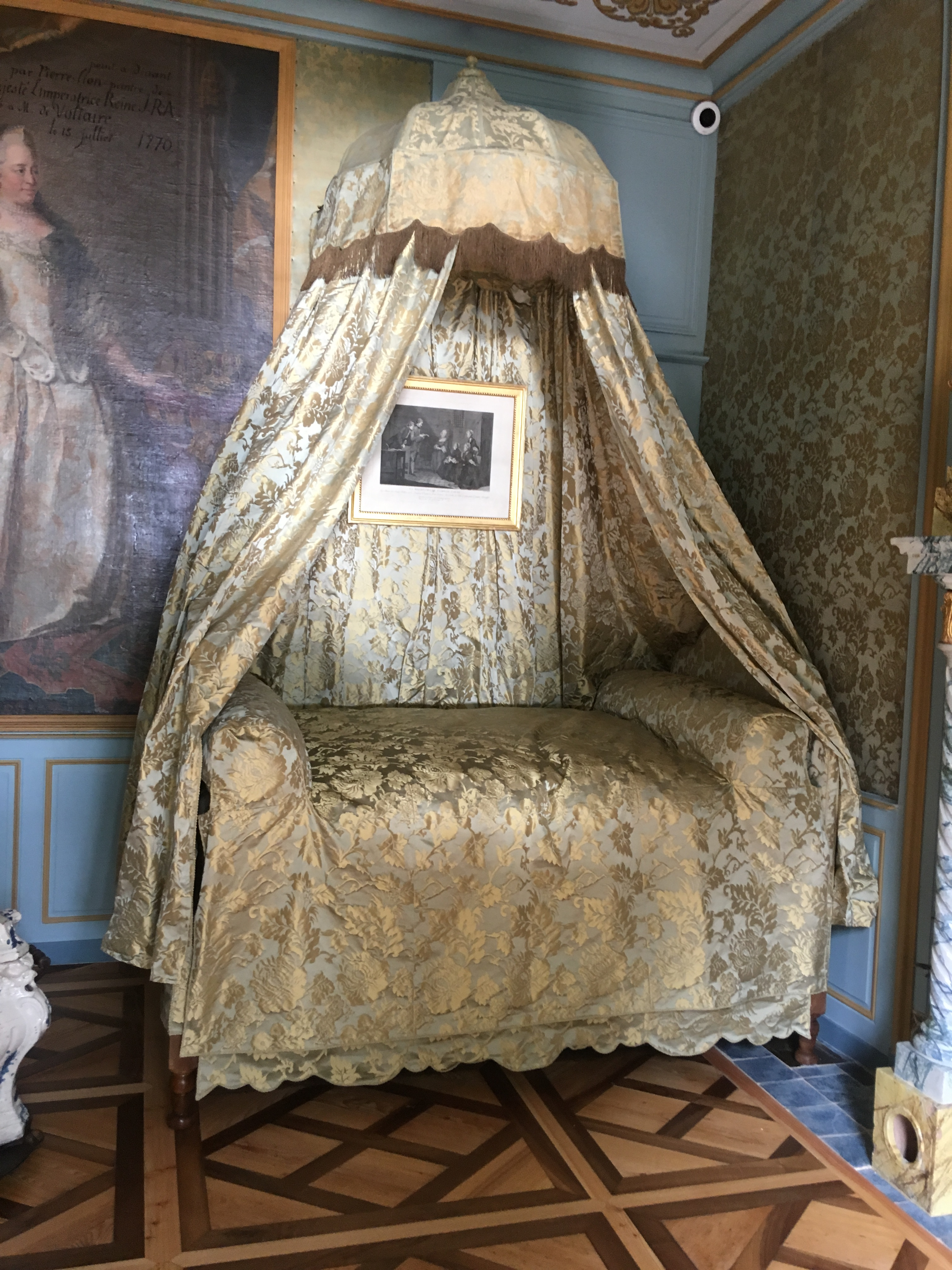
La chambre de Voltaire.
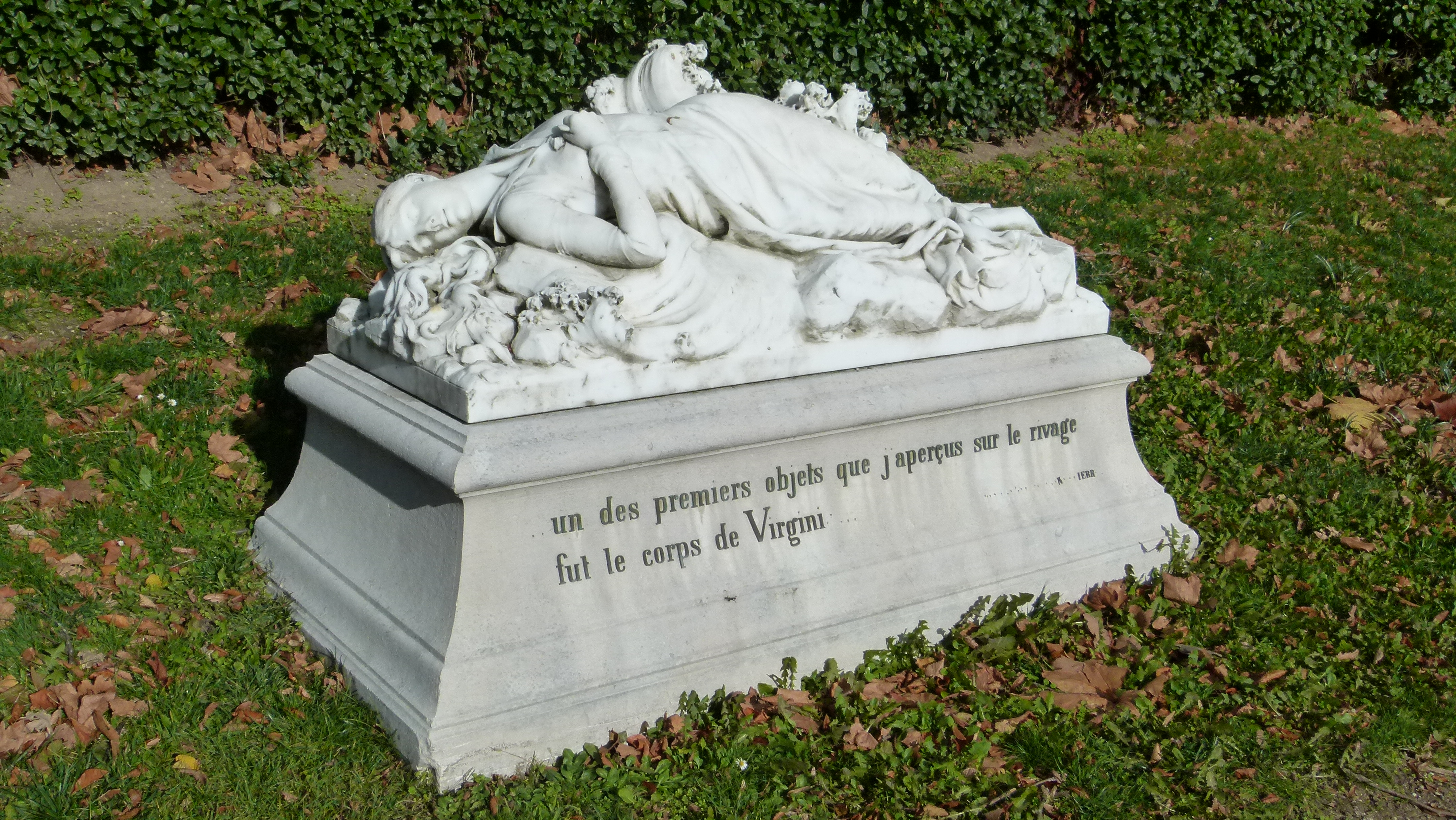
La statue de Virginie.